# トーマス・ガースト

Thomas Girst

トーマス・ガースト（Thomas Girst、1971年7月4日 - 、トリーア生まれ）はドイツの作家、文化経営者。

## 生涯
リバプール高校（ニューヨーク州）、ザールブリュッケン高校（ドイツ）を卒業。ハンブルク大学とニューヨーク大学で美術史、アメリカ研究、ドイツ文学を学ぶ。博士論文のテーマは、第二次世界大戦中の「芸術、文学、日系アメリカ人強制収容」。1995年から2003年まで、DAADの奨学金を得てニューヨークに滞在。1998年からギャラリーに勤務した後、2000年にハーバード大学スティーブン・ジェイ・グールド所長のもと、アート・サイエンス研究所のリサーチ・マネージャーとなる。その間、ドイツの日刊紙 「Die Tageszeitung 」の文化特派員も務めた。
2003年以来、ミュンヘンのBMWグループでカルチュラル・エンゲージメント部門のグローバル・ヘッドを務め、オペラハウスからオーケストラ、美術館からアートフェアまで、世界中で何百もの長期的パートナーシップを監督するほか、モダンとコンテンポラリーアート、映画、デザイン、建築、クラシック音楽、ジャズの分野でもイニシアチブをとっている[1]。 エスター・マフラング、ジェフ・クーンズ、オラファー・エリアソン、ジュリー・メレトゥ、ツァオ・フェイ、ジョン・バルデッサリ、フアン・マヌエル・エチャバリアなど、長年にわたってアーティストと幅広く協力。
2016年には「ヨーロピアン・カルチュラル・マネージャー・オブ・ザ・イヤー」を受賞した。
また、詩人ヤン・ワグナーとともに、散文、詩、イラストレーション、アートの国際的アンソロジー『Die Aussenseite des Elementes』（1992-2003）の創刊編集者兼出版者でもある。[3] キュレーターとして、ニューヨークのScene Galleryで開催された「Alive and Kicking: the Collages of Charles Henri Ford」やミュンヘンのLenbachhausで開催された「Marcel Duchamp in Munich 1912」など数多くの展覧会を企画した[4]。2005年から2009年まで、ドイツ産業連盟のドイツ経済芸術文化協会の芸術後援委員を務め、2010年からは同協会の文学委員会の委員を務めている。Spielmotor e.V.理事、ミュンヘン建築博物館協会理事（2023年まで）。 2012年からは、ニンフェンブルク磁器工房の文化代表を務めている。2015年から2022年まで、ミュンヘン音楽舞台芸術大学の評議会メンバー。2016年、スカイ・アーツの諮問委員に就任。2017年、The Indian Biennale Effects and Ecosystems Advisory Boardに、2018年、バンガロール芸術写真美術館のアドバイザリーパネルに就任（2025年まで）。2019年、ザールラント州の州首相から大使に任命される。
2023年からはミュンヘン工科大学文化芸術センターの理事、2025年からはベルクソン・クンストクラフトワークの諮問委員を務めている。

## 指導
ミュンヘン美術アカデミー名誉教授、マドリッドIEビジネススクール非常勤講師。また、ルートヴィヒ・マクシミリアン大学ミュンヘン歴史芸術学部でも教鞭をとっている。国際的な基調講演やゲスト講義のほか、チューリッヒ応用科学大学（ZHAW）、2020年までヴェネツィアのIEDインスティトゥート・ヨーロッパ・ディ・デザインでも教鞭をとる。

## 出版物（抜粋）
2000年から2003年までディ・ターゲスツァイトゥングの文化特派員として活躍したほか[7]、国際的な新聞、雑誌、カタログ、学術誌にオンラインや印刷物で幅広く発表している、 シュトゥットガルト州立美術館、ジュメックス美術館、サーペンタイン・ギャラリーズ、クーパー・ヒューイット・スミソニアン・ミュージアム・オブ・デザイン、クンストハレ・シルン、ICA、ZKMカールスルーエ、アンディ・ウォーホル財団、ケルン応用美術館、シュヴェリン州立美術館、アート・イン・アメリカ、フリーズ、サザビーズ、アート・イン・アメリカ、アート・イン・アメリカ Sotheby's, The Art Newspaper, Monopol, Frankfurter Allgemeine Zeitung, Art, Sueddeutsche Zeitung, NYArts, The Financial Times, Frankfurter Rundschau, SZ-Magazin, Welt, Wirtschaftswoche, Artnet, Weltkunst, Wallpaper, Forbes, Bloomberg, Vogue, The Brooklyn Rail）。

### 著者
- Aftershock: The Readymade in Postwar and Contemporary American Art, New York: Dickinson, 2003 (with Francis M. Naumann) ISBN 978-1885013354
- Martin Eder: Die kalte Kraft, Berlin: Hatje Cantz, 2004, ISBN 978-3-7757-1474-7 (German, English)
- The Indefinite Duchamp, Berlin: Hatje Cantz, 2013, ISBN 978-3-7757-3414-1 (German, English)
- The Duchamp Dictionary, London and New York: Thames and Hudson, 2014, ISBN 9780500239179 （英語、韓国語、中国語）
- Art, Literature, and the Japanese American Internment, Frankfurt & New York: Peter Lang, 2015, ISBN 978-3631659373
- 100 Secrets of the Art World, London: Koenig, 2016 (with Magnus Resch), ISBN 978-3863359614
- Alle Zeit der Welt, München: Hanser, 2019 ISBN 978-3446261877 （ドイツ語、イタリア語、韓国語）
- Esther Mahlangu: To Paint is in my Heart, London and New York: Thames and Hudson, 2024 ISBN 978-0500028124 （アズ・ヌワグボグ、ハンス・ウルリッヒ・オブリストと共著）

### エディター
- Die Außenseite des Elementes Nr. 1-11, Berlin and New York: non profit Art Movement (NPAM), 1992–2003 [1]
- 編集長、Tout-Fait： マルセル・デュシャン・スタディーズ・オンライン・ジャーナル』1-5号、ニューヨーク： Art Science Research Laboratory, 1999–2003 [2]
- Marcel Duchamp in Munich 1912, Munich: Schirmer/Mosel, 2012 ISBN 9783829605915 (German, English) (with Helmut Friedl, Matthias Mühling, Felicia Rappe)
- BMW Art Cars, Berlin: Hatje Cantz, （改訂版2025） ISBN 978-3-7757-3344-1 （ドイツ語、英語、フランス語）